# Joseph Ramírez
Pour les articles homonymes, voir Ramírez.
Ramírez  Venegas est un nom espagnol. Le premier nom de famille, en général paternel, est Ramírez ; le second, en général maternel, souvent omis, est Venegas.
Joseph Ramírez Venegas, né le 14 juillet 2002, est un coureur cycliste costaricien.

## Biographie
Joseph Ramírez est un cycliste polyvalent qui s'est essayé à presque toutes les disciplines. En 2018, il remporte deux étapes ainsi que le classement final du Tour du Salvador juniors,. L'année suivante, il termine deuxième du championnat du Costa Rica sur route juniors. Il s'impose ensuite sur le Tour du Nicaragua en 2021. Également actif en VTT, il décroche un premier titre de champion du Costa de cross-country chez les élites.
En 2022, il est de nouveau sacré champion du Costa Rica de VTT cross-country. Il devient par ailleurs champion national du scratch sur piste. Lors de la saison 2023, il se classe deuxième du championnat d'Amérique centrale de VTT cross-country parmi les espoirs. Il pratique également le cyclo-cross, et participe aux championnats du monde espoirs d'Hoogerheide.

## Palmarès sur route

### Par année
- 2018
  - Vuelta Junior a El Salvador :
    - Classement général
    - 1re et 3e étapes
- 2019
  - 2e du championnat du Costa Rica sur route juniors
- 2021
  - Tour du Nicaragua :
    - Classement général
    - 1re étape

  - 2e du championnat du Costa Rica du contre-la-montre espoirs
- 2024
  - Vuelta al Porvenir
  - 2e étape du Tour du Nicaragua (contre-la-montre par équipes)
  - 5e et 6e étapes de la Vuelta a Chiriquí
  - 2e du Tour du Panama
  - 2e du Tour du Costa Rica

### Classements mondiaux
| Année                                 | 2021 |
| ------------------------------------- | ---- |
| UCI America Tour                      | 258e |
|                                       |      |
| Légende : nc = non classéSource : UCI |      |

## Palmarès en VTT

### Championnats d'Amérique centrale
- 2023
  -  Médaillé d'argent du cross-country espoirs

### Championnats nationaux
- 2019
  -  Champion du Costa Rica de cross-country juniors[9]
- 2021
  -  Champion du Costa Rica de cross-country
- 2022
  -  Champion du Costa Rica de cross-country
- 2024
  -  Champion du Costa Rica de cross-country
  -  Champion du Costa Rica de cross-country marathon espoirs[10]
- 2025
  - 2e du championnat du Costa Rica de cross-country short track

## Palmarès sur piste

### Championnats nationaux
- 2021
  - 2e du championnat du Costa Rica de vitesse
- 2022
  -  Champion du Costa Rica du scratch